# Shirley Clamp
Shirley Natasja Clamp (Borås, 17 febbraio 1973) è una cantante svedese.

## Discografia
- 2004 - Den långsamma blomman
- 2005 - Lever mina drömmar
- 2006 - Favoriter på svenska
- 2007 - Tålamod
- 2008 - Our Christmas (collaborativo con Sanna Nielsen e Sonja Aldén)
- 2009 - För den som älskar - en samling
- 2010 - Vår jul (collaborativo con Sanna Nielsen e Sonja Aldén)
- 2015 - Så milt lyser stjärnan